# Stiftskirche Dölzig

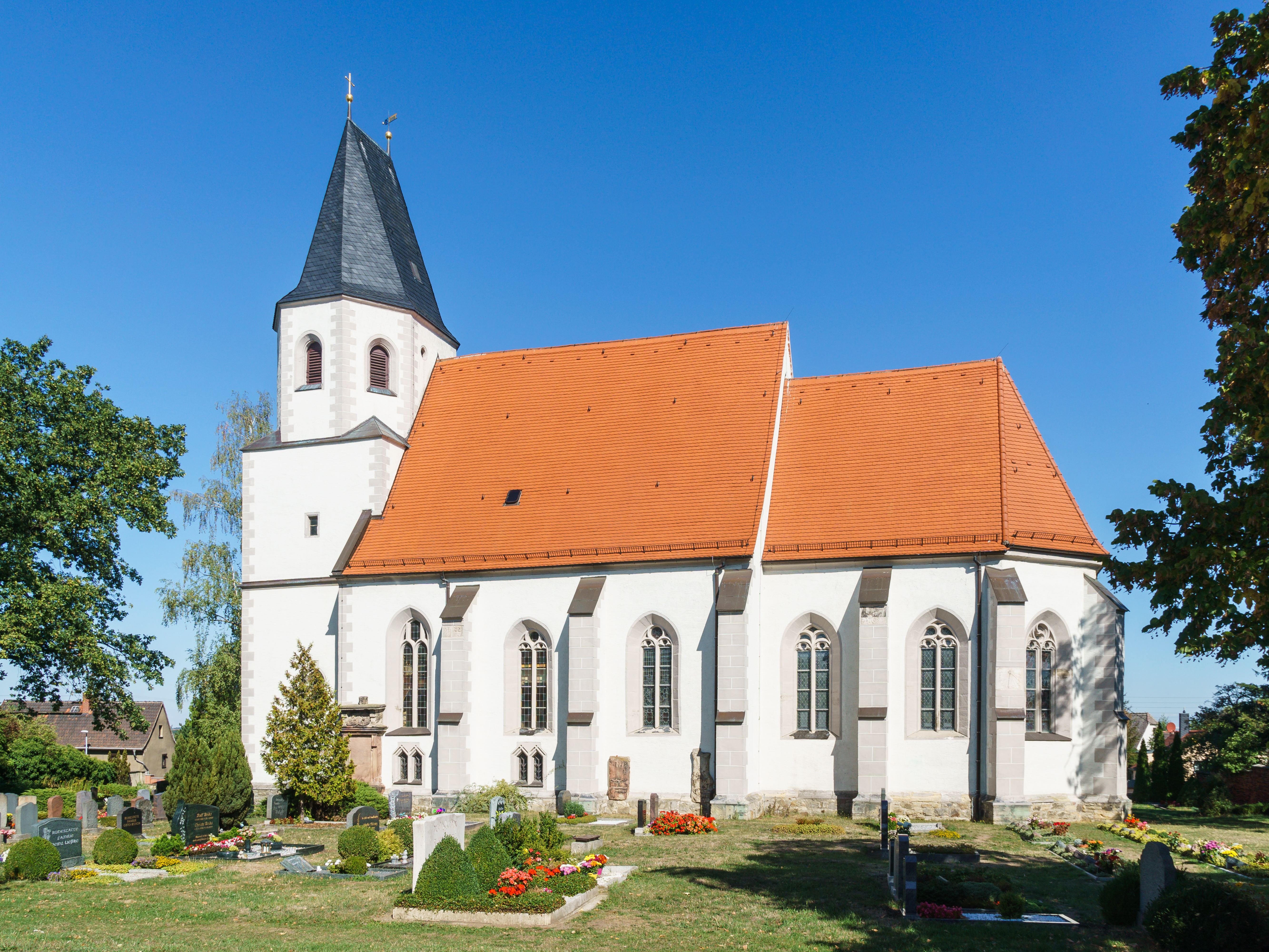
Stiftskirche Dölzig

Die ehemalige Stiftskirche (heute evangelische Pfarrkirche) ist eine gotische Saalkirche im Ortsteil Dölzig von Schkeuditz im Landkreis Nordsachsen in Sachsen. Sie gehört zur Kirchengemeinde Markranstädter Land-Rückmarsdorf-Dölzig im Kirchenbezirk Leipzig der Evangelisch-Lutherischen Landeskirche Sachsens.

## Geschichte und Architektur
Der Chor wurde zu Beginn des 16. Jahrhunderts erbaut, der Saal laut Inschrift am Strebepfeiler im Jahr 1522; der Werkmeister war vermutlich Franz Lindner. Der Turm stammt vermutlich im Kern von einem romanischen Vorgängerbauwerk, nur der Aufsatz ist spätgotisch. Im Jahr 1706 erfolgte ein Umbau mit Neuausstattung des Saals, in den Jahren 1911/12 ein erneuter Umbau durch Julius Zeißig.
Die spätgotische Saalkirche besteht aus dem eingezogenen Chor mit dreiseitigem Chorschluss, Strebepfeilern und Spitzbogenfenstern, die am Chor mit Maßwerk verziert sind. Der Westquerturm ist mit gekuppelten Rundbogenfenstern versehen und mit einem oktogonalen Aufsatz mit steilem Walmdach abgeschlossen. An der Nordseite ist die zweigeschossige Sakristei angebaut. Am Südwestpfeiler ist eine Sonnenuhr vom Anfang des 16. Jahrhunderts angebracht.
Das Innere ist geprägt von der Ausstattung der Barockzeit. Der Saal ist flachgedeckt und wird von zweigeschossigen Emporen mit der Jahreszahl 1722 eingefasst. Ein Spitzbogen vermittelt zum Chor, dessen Sterngewölbe mit floralen Malereien geschmückt und mit einem Schlussstein mit Wappen (vermutlich des Stiftsherren und des Baumeisters) versehen ist. Im Chor sind reich geschnitzte und verglaste Betstuben und Patronatslogen mit Inschrift und Wappen der Familie Rosenthal angebracht. Die Erdgeschosshalle des Turms ist mit Kreuzgratgewölben geschlossen.

## Ausstattung
Das Hauptstück der Ausstattung ist ein architektonischer Altaraufbau mit aufwändigen Akanthusschnitzereien, der von Johann Jakob Löbelt im Jahr 1706 geschaffen wurde; er zeigt im Zentrum ein Kruzifix, seitlich sind korinthische Doppelsäulen mit lebensgroßen Figuren von Moses und Johannes dem Täufer, im stark verkröpften Gebälk Stiftungswappen und im Auszug eine Figur des Auferstandenen, seitlich Figuren von Fides und Spes angebracht. Auf der Südseite steht die aufwändig geschnitzte, polygonale Kanzel, die am Korb in Muschelnischen kleine Figuren von Christus und den Evangelisten und die Datierung 1708 zeigt. Ein barocker, fast lebensgroßer Taufengel wurde um 1710 geschaffen; ein lebensgroßes Kruzifix wurde um 1520 geschnitzt. Das Renaissancegestühl ist mit der Jahreszahl 1596 datiert.
Die Orgel im historischen Gehäuse aus dem Jahr 1755 ist ein Werk von Jehmlich von 1911 mit 14 Registern auf zwei Manualen und Pedal.